# Сен-Морис-ан-Вальгодмар
Сен-Мори́с-ан-Вальгодма́р (фр. Saint-Maurice-en-Valgodemard, окс. Sant Maurici en Gaudemar) — коммуна во Франции, находится в регионе Прованс — Альпы — Лазурный Берег. Департамент коммуны — Верхние Альпы. Входит в состав кантона Сен-Фирмен. Округ коммуны — Гап.
Код INSEE коммуны — 05152.

## Население
Население коммуны на 2008 год составляло 134 человека.
| 1962 | 1968 | 1975 | 1982 | 1990 | 1999 | 2008 |
| ---- | ---- | ---- | ---- | ---- | ---- | ---- |
| 132  | 158  | 141  | 117  | 143  | 150  | 134  |

## Экономика
В 2007 году среди 69 человек в трудоспособном возрасте (15—64 лет) 43 были экономически активными, 26 — неактивными (показатель активности — 62,3 %, в 1999 году было 51,9 %). Из 43 активных работали 43 человека (26 мужчин и 17 женщин), безработных не было. Среди 26 неактивных 1 человек был учеником или студентом, 15 — пенсионерами, 10 были неактивными по другим причинам.

## Достопримечательности
- Церковь, построенная в XI веке монахами клюнийской конгрегации, восстановлена в 1668 году.
- Липа рядом с церковью, посаженная Генрихом IV.

## Фотогалерея
- Церковь
- ГЭС
- Мост через реку Северес